# Leucanopsis suavina
Leucanopsis suavina är en fjärilsart som beskrevs av William Schaus 1941. Leucanopsis suavina ingår i släktet Leucanopsis och familjen björnspinnare. Inga underarter finns listade i Catalogue of Life.